# Pajasan
Pajasan (Ailanthus) je rod dřevin, náležící do čeledi simarubovité (Simaroubaceae).
Rostl původně ve východní Asii od jihu po sever Australasie.
Jedná se o rychle rostoucí listnaté stromy rostoucí do výšky 25–45 m, s větvemi širokými 40–100 cm. Listy jsou dělené na kopinaté lístky. Květy, vyrůstající v rozvětvené latě, jsou malé, žluté až nazelenalé, posléze se stávají načervenalými a nakonec hnědou. Samčí květy mají silný zápach, podobající se zápachu kočičí moči. Dotek listů zanechává nepříjemný zápach na rukou. Plod je nažka s dlouhým křídlem. Dřevo je jemně zrnité a hladké. Větve jsou křehké a snadno se lámou.

## Druhy
- Pajasan žláznatý (Ailanthus altissima) – severní a střední Čína, Tchaj-wan
- Ailanthus excelsa – Indie a Srí Lanka
- Ailanthus integrifolia – Nová Guinea a Queensland, Austrálie
- Ailanthus triphysa (syn. Ailanthus malabarica) – jihovýchodní Asie, severní a východní Austrálie
- pajasan Vilmorinův (Ailanthus vilmoriniana) – jihozápadní Čína
- pajasan Duclouxův (Ailanthus duclouxii)
- pajasan Giraldův (Ailanthus giraldii)
- pajasan molucký (Ailanthus moluccana)

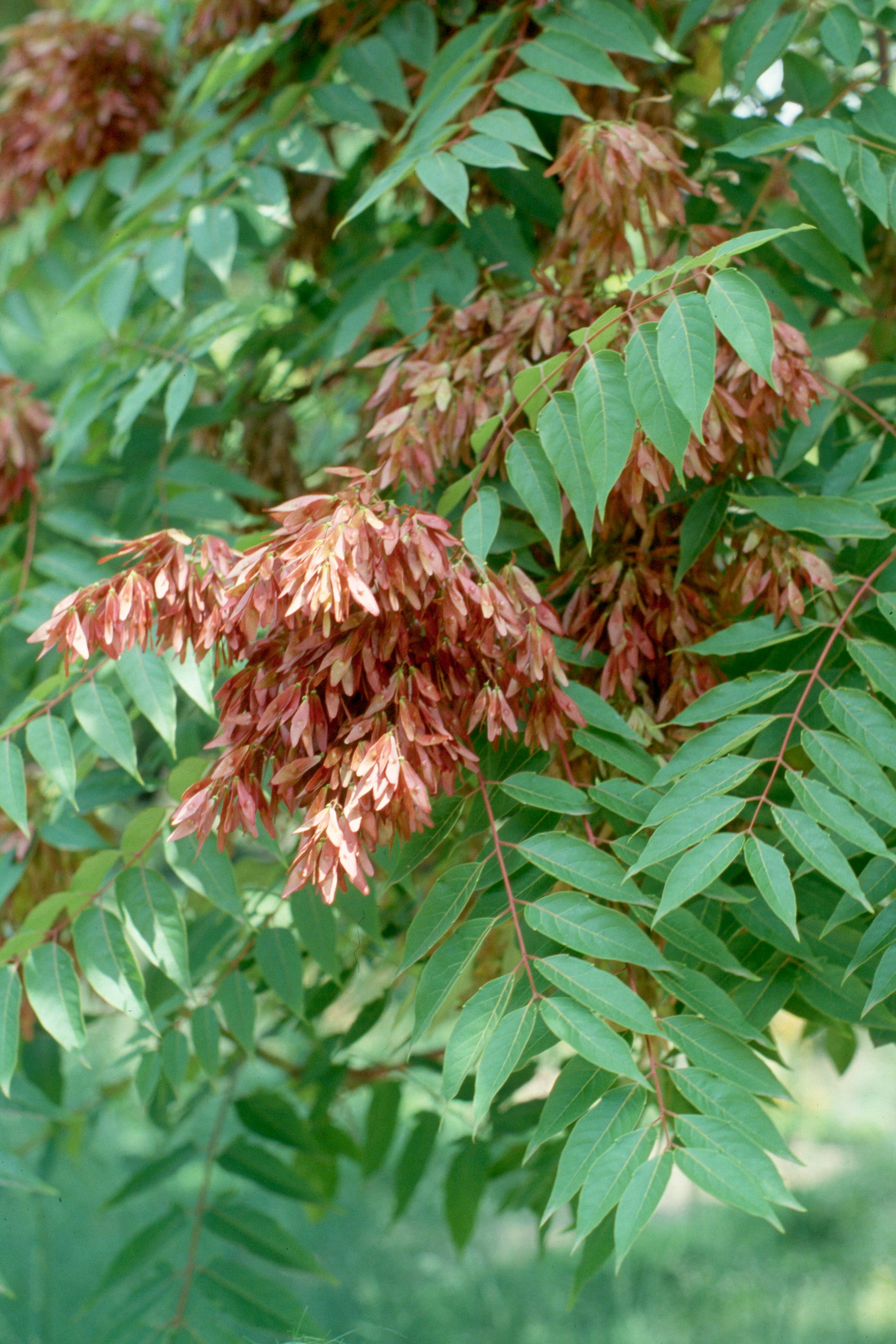
Plodenství pajasanu žláznatého

Je považován za invazní druh v Severní Americe. Ailanthus je schopen utvořit silné vrstvy kořenů a těžký stín do té míry, že původní druhy nejsou většinou schopny užívat jím obsazený prostor. Roste často v průmyslových nebo odlesněných oblastech. Na některých místech byl úmyslně vysazován.
Používá se jako pionýrská dřevina.